# Унгер, Макс (скульптор)
Макс У́нгер (нем. Max Unger; 26 января 1854, Берлин — 31 мая 1918, Бад-Киссинген) — немецкий скульптор.

## Биография
Макс Унгер обучался скульптуре в Королевской художественной школе в Берлине у Фрица Шапера и в 1874—1875 годах работал в мастерской скульптора Альберта Вольффа. После двух лет пребывания в Италии Унгер открыл собственную мастерскую в Кройцберге.
Наиболее известные работы Унгера — памятник Вальдемару Бранденбургскому на мосту Мюлендаммбрюкке, памятник королю Фридриху Вильгельму IV для белого зала Городского дворца, памятник Бисмарку в Форсте, памятник маркграфу Оттону I Бранденбургскому на берлинской аллее Победы.
Унгер похоронен на Далемском кладбище. Его могилу украшает коленопреклонённый бронзовый ангел с гитарой его собственной работы.